# Dilan Zúñiga
Dilan Patricio Zúñiga Espioza (Santiago, 26 giugno 1996) è un calciatore cileno, difensore dell'Everton.

## Carriera
Vinse il campionato cileno nel 2014 e nel 2015 con il Colo Colo.